# 孝経述議

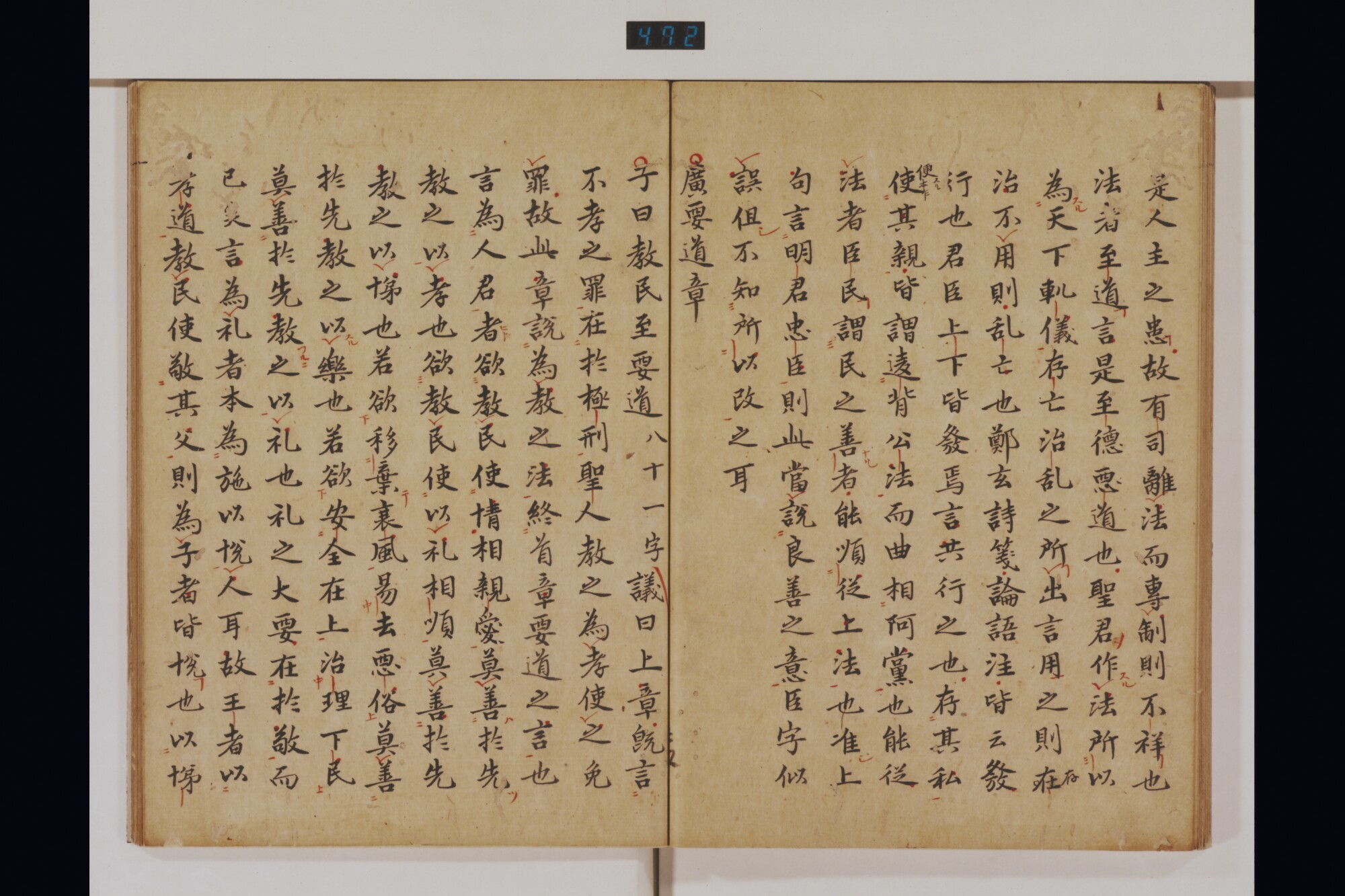
劉炫『孝経述議』巻四（京都大学附属図書館蔵）
広要道章の冒頭、「子曰教民至要道（八十一字）」と経文が表示され、「議曰」以下が劉炫による解説。

『孝経述議』（こうきょうじゅつぎ）は、隋の劉炫が『孝経』の経文と孔安国伝に付した義疏。「孝経述義」とも書かれる。全五巻。京都大学附属図書館の清家文庫に蔵されている『孝経述議』が現存する唯一の本であり、巻一・巻四のみが存している。巻二・巻三・巻五の部分は、林秀一の手によって部分的に復元された。

## 成立の背景
『孝経』は、儒教において重視された古典である経書の一つであり、孔子と曾子の問答を通して儒教の重要な概念である「孝」について説き明かした書である。『孝経』は全体量が少なく、内容も比較的簡明であることから、儒教入門書として広く用いられてきた。経学が盛んになった漢代、『孝経』には、漢代通行の字体で書かれた「今文」と、先秦の字体で書かれた「古文」の二種のテキストが存在し、字体だけではなく内容や章の分け方にも相違があった。このうち今文には後漢の鄭玄の注、古文には前漢の孔安国の伝が作られ、これらを用いて『孝経』は読まれていた。
『孝経』の鄭玄注と孔安国伝は、南朝の梁においてともに学官に立てられたが、孔伝は侯景の乱などの戦乱によって梁末に一度滅びた。その後、隋の開皇14年(594年)になって、王孝逸が『孝経』孔安国伝を発見し著作郎の王劭（王松年の子）に示したことで、彼と交流のあった劉炫が目にするところとなった。
劉炫は北斉から隋に活躍した人物で、国史編纂や釈奠を務めた学者である。彼は『孝経述議』を含む「義疏」を数多く執筆しており、他に『論語述議』『春秋述議』『尚書述議』『毛詩述議』といった著作を残している。義疏とは、特に南北朝時代から唐代にかけて盛行した、仏教や経学の講義の場に由来を持つ古典注釈の一形態であり、劉炫自身も民間において広く経学の講義を行っていた。また、義疏の発生には、『孝経』を天子の前で講義する行事を含む釈奠が深く関係していることが指摘されている。
劉炫は『孝経』孔伝を高く評価し、孔伝の校正を行い「孝経稽疑」を著す一方、『孝経』鄭玄注を偽作であると考え「孝経去惑」を著し、さらに『孝経』の経文と孔安国伝の全体に亘って義疏を作成した。これが『孝経述議』であり、『隋書』劉炫伝に「孝経述議五卷」、また『隋書』経籍志に「千文孝経述議五巻」と記録される。この後、『孝経』孔伝ならびに『述議』は、特に河北以北に広まることになった。なお、「孝経稽疑」と「孝経去惑」は現存しない。

## 内容

### 体裁
清家文庫蔵『孝経述議』原本は、巻一には劉炫による「孝経述議序」と、孔安国の「古文孝経序」に対する劉炫の義疏が収められている。「古文孝経序」の解説部分では、序文の本文を逐一引用しながら、「議曰…」の形で劉炫の義疏が載せられている。序文の義疏を巻一に収めるのは、六朝時代の体例に倣ったものであると考えられる。
巻四には、『孝経』聖治章から廣至徳章の義疏が収められている。巻頭に「孝経述議巻第四　盡十六章　河間劉炫撰」と記され、次行に「聖治章」と章名が記され、その次行に「曾子曰至本也　百卅字」と経文の首尾と字数が記される。その後の経文・孔伝は、『五経正義』単疏本の形式と同じく、まず「〇〇至〇〇」（標起止）という形で経文または注文が提示され、下に「議曰…」として劉炫の解釈が引かれている。

### 特徴
喬秀岩は、『孝経述議』の内容面の特徴を分析し、以下の数点を指摘する。
1. 無理にこじつけて説明する学説を排除し、簡明な理解を心がける。
2. 漢代以来の歴代の儒者の説を必ずしも継承せず、独自の説を立てる。南北朝時代の儒者の説を排除する例も見られる。
3. 利用する文献資料の範囲が広範であると同時に、文献学的な考察も見られる。
4. 顔之推、王劭らの学問と似た傾向を持つ。
5. 『孝経述議』の内容が、『春秋正義』『左伝正義』『毛詩正義』（孔穎達らの『五経正義』のうちの三つ）と一致する場合がある。これにより、これらの三『正義』が劉炫の『春秋述議』『尚書述議』『毛詩述議』を踏襲して成立したことが分かる。

### 具体的な内容
以下は、古勝隆一が『孝経述議』をもとにして、『孝経』聖治章における劉炫の講義の様子を疑似的に再現したものである。
ここで劉炫が説くのは、『孝経』に見える孔子と曾子の問答は、孔子が曾子との問答に仮託して創作したものであり、曾子との実際のやり取りを記録したものではないという説である。これは、過去存在した『孝経』を曾子の著とする説（『史記』仲尼弟子列伝、陶淵明『五孝伝』、『孝経』孔伝）を否定するものである。

## 伝来

### 中国における亡佚
『孝経』には鄭玄注（今文）と孔安国伝（古文）の二種があるが、ともに古くから偽書説がありどちらが主流となるか古くから決着がつかなかった。唐代、玄宗はこの問題の解決を試みて、開元7年（719年）に劉知幾を中心とする古文派と、司馬貞を中心とする今文派によって論争を行わせた。しかし結論が出なかったため、玄宗自ら欽定の注釈を作成することになった。これによって、開元10年（722年）、『孝経』玄宗注（『御注孝経』）が作られ、玄宗注に合うように元行沖が疏を制作した。
これによって、以後はこの『孝経』玄宗注・元行沖疏を用いることが主流となり、鄭注・孔伝はともに五代の乱の頃に亡佚した。この時、孔伝の解説である『孝経述議』も不要になり、亡佚することとなった。なお、その後北宋の邢昺の『孝経正義（孝経注疏）』の成立によって、元行沖疏も亡佚した。
なお、『孝経述議』は元行沖疏・邢昺疏の制作の際にも利用されており、『孝経正義』には劉炫の名が冠されないままひそかに劉炫説が継承されている例がある。

### 日本における受容
日本は『孝経』並びに鄭注・孔伝を古くから受容しており、養老律の大学令においては『孝経』は必修科目と定められ、鄭孔二注のどちらを用いても良いとされた。しかし、日本で実際に振興したのは孔伝であり、860年に玄宗注を正業と定めた際にも、孔伝の兼修は禁じないとされた。
このように『孝経』孔伝が盛んな情勢下で、孔伝に沿って解釈を施していた『孝経述議』は重宝され、藤原佐世『日本国見在書目』や藤原頼長『所見目録』といった日本の蔵書目録にも記録されている。特に、明経道の清原家は孔伝を家本としており、『述議』は最有力の資料として重視された。しかし、江戸時代に入り、学問の中心が京都の博士家から林家などの江戸の民間儒者に移ると、『述議』もいつしか忘却され、日本でも流伝を絶った。但し、「古文孝経」孔伝自体は亡佚せず、江戸時代にはたびたび刊行された。
その後、武内義雄が清原氏の後裔である舟橋清賢の秘庫から『述議』の巻一・巻四を発見し、再び世に知られるところとなった。

## 復元
現存する『孝経述議』の原本は巻一・巻四のみであるが、林秀一の手によって巻二・巻三・巻五の部分がある程度復元されたため、『孝経述議』全体の内容を窺うことができる。以下、林による復元の経緯とそのために林が用いた資料を述べる。

### 経緯
林は、大正13年に東京帝国大学文学部支那哲学科に入学し、同門の長澤規矩也の発表を聞いて『孝経』に興味を持ち、昭和4年、岡山県の第六高等学校に赴任してから本格的に『孝経』の研究を開始した。当初は『孝経』鄭注の研究に当たっていたが、昭和10年、内藤湖南所蔵の「仁治本孝経孔伝」が展示されているのを見た際、親交のあった石濱純太郎の示唆によって『孝経述議』の研究に取り掛かる決意をした。
林は、種々の『孝経』抄本に引用されている『述議』の佚文を集めることで、『述議』の復元を行おうと考えた。そこで、蔵書家である一柳知成、鈴鹿三七らの協力を得て、『孝経』抄本を確認し『述議』佚文の収集に努めた。また、東京の図書寮、東洋文庫、静嘉堂文庫や、京都の京大図書館、上賀茂神社などにも歴訪し、新資料を探索した。こうして第一次の稿本が完成し、その成果として「孝経述議の輯録に就いて」を発表した。
その後、壷井義正の協力を得て、『述議』復元の上で根本資料の一つとなる静嘉堂文庫の孝経孔伝旧抄本の書写を手に入れ、昭和12年に第二次の稿本が完成した。この際、使用の便宜のため、単疏本の形式は採らず、経・注と合刻の形式を採った。
林は、吉川幸次郎・倉石武四郎の教示を仰ぎながら『述議』佚文の収集を続けていた。昭和16年には、半年間岡山を離れ、東京大学へ内地留学し作業に当たったが、他書に引用された『述議』の調査には限界があることを感じていた。この頃、同窓の吉田賢抗の紹介で東北大学の武内義雄との知遇を得た。すると、昭和17年、武内義雄から、舟橋清賢の所蔵本を調査した折に『述議』原本の巻一・巻四が発見されたことを知らされた。これにより、林の復元作業は第三段階に入る。
林は、『述議』原本が単疏本の形式であることから、この体裁に倣って再整理を施した。一通りの作業が終了したのが昭和20年5月1日で、全ての校正を終えたのが昭和23年9月21日である。この研究は、昭和24年に博士学位申請論文として東京大学文学部教授会に提出され、加藤常賢・倉石武四郎・和田清によって審査された。そして昭和28年、『考経述議復原に關する研究』が出版された。
林秀一が復元の際に用いた本は、清家文庫蔵本のほか、大東急記念文庫所蔵『孝経抄』、大東急記念文庫所蔵『孝経秘抄』、静嘉堂文庫所蔵『古文孝経』などである。『述議』の書き入れが見られる本は、多くが清原家に関係する本であり、『述議』の伝来に清原家が果たした役割は大きい。

### 用いた資料

#### 清家文庫蔵『孝経述議』原本（巻一・巻四のみ）

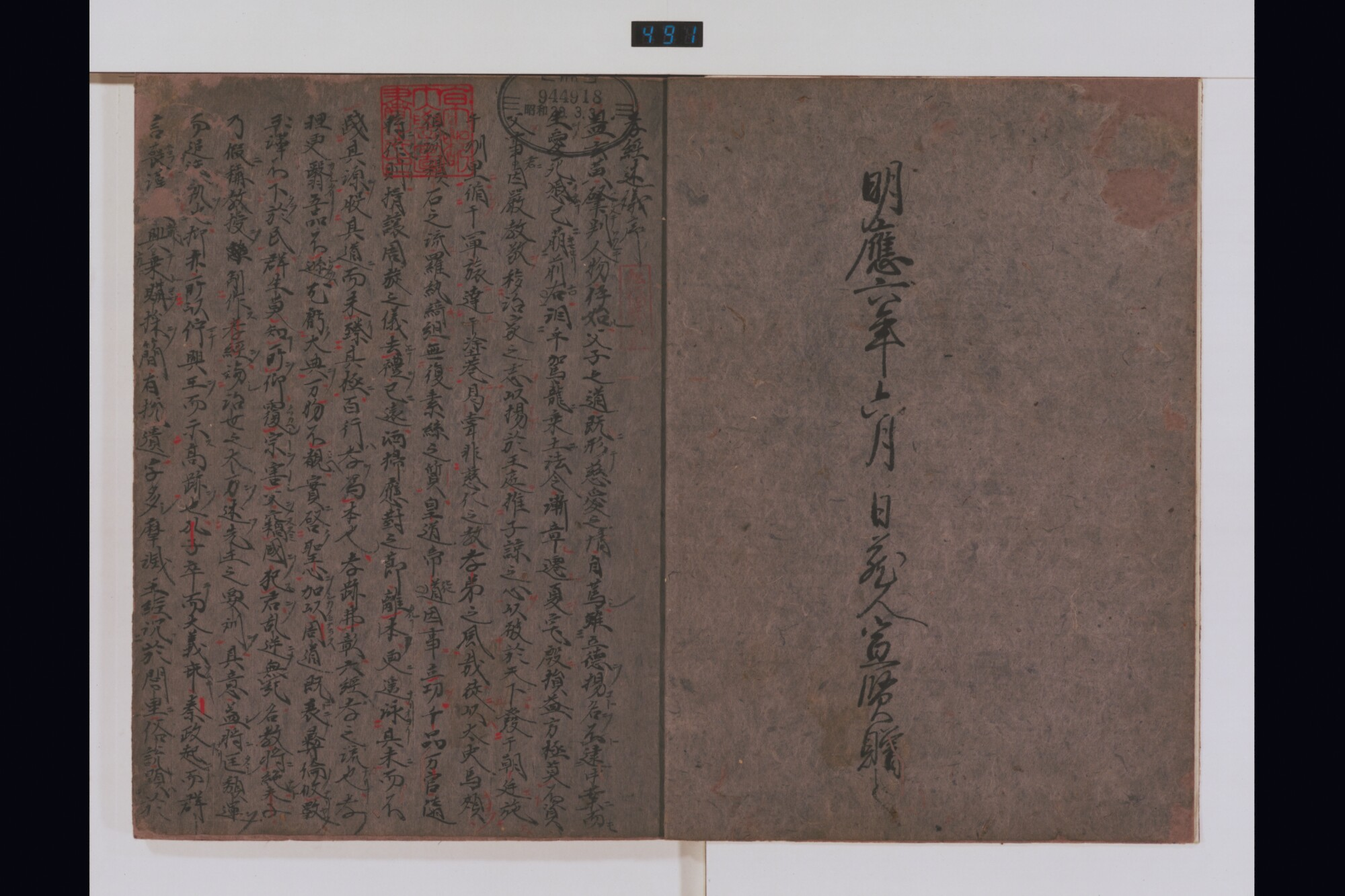
劉炫『孝経述議』巻一（京都大学附属図書館蔵）
冒頭に「明應六年六月 日藏人宣賢贈之」とある。「宣賢」は清原宣賢、明応六年は1497年。

もと舟橋清賢の所蔵本。1497年、清原宣賢が何人かに贈与した本だが、自筆かどうかは不明。巻一が孔安国「古文孝経序」の疏で、巻四が『孝経』聖治章から廣至徳章の疏である。本書の文章と、『孝経正義』に引かれる『述議』の文と比較するとほぼ一致することから、真本であると認められる。
『孝経述議』の体裁は、『五経正義』単疏本の形式と同じく、まず「〇〇至○○」（標起止）という形で経文または注文が提示され、下に「議曰…」として劉炫の解釈が引かれているまた、六朝時代の俗字が見え、ある程度原貌を残していると考えられる。
本書は、重要文化財に指定されており、京都大学貴重資料デジタルアーカイブにおいて画像が公開されている。

#### 『孝経正義』
邢昺の『孝経正義』には、劉炫説が引用されている場合があり、『述議』復元の際に利用することができる。ただし、『述議』が引用される際に編集されることがあり、原文そのままであるとは認められない場合もある。

#### 静嘉堂文庫所蔵『古文孝経孔伝』旧抄本
相国寺の住職横川景三の書写本で、遅くとも明応年間には成立している。本書は『述議』の引用が最も豊富に見られるため、復元の際に有用である。また、清原家に受け継がれていた『述議』とは別の写本に沿って写されたらしく、清原家関係の『述議』の誤謬を修正する上でも大きな役割を果たす。

#### 大東急記念文庫所蔵『孝経抄』
清原宣賢の自筆本。もと、鈴鹿三七の管理する古梓堂文庫に所蔵されていた。同じく、豊富に『述議』を引用するため、復元の際に大きな役割を果たした。

#### 大東急記念文庫所蔵『孝経秘抄』
清原宣賢の自筆本。古梓堂文庫に所蔵されていた。漢字仮名交じりで書かれ、宣賢が講義の便宜のために作った本ではないかと考えられる。

## 近年の研究

### 研究史的意義
後漢から魏・晋の時期に経学の注釈学の営みが盛んになり、南北朝時代から唐代にかけて「義疏」が普及した。義疏は、唐の太宗の欽定で制作された『五経正義』に取り込まれると、科挙を通して後世に大きな影響を及ぼした。したがって、経学研究において義疏は重要な存在であるが、現存する義疏は、梁の皇侃の『論語義疏』などごくわずかであり、義疏そのものに対する研究は困難を極めていた。この状況下で、『孝経述議』の発見・復元が研究に与えた影響は大きいものであった。
『孝経述議』の研究により、劉炫を中心とする隋代の経学の特徴が明らかにされたほか、劉炫らによる義疏が『五経正義』の成立に大きな影響を与えていることが明らかになった。また、『述義』が義疏の講義の場から生まれたものであることに着目し、その講義での議論の応酬を復元した研究もある。
偽作とされる『孝経』孔安国伝の作者については、従来さまざまな説が出されていた。過去は『隋書』経籍志のように劉炫自身の偽作とする説もあったが、『述議』の内容の分析により、劉炫の偽作ではないと結論付けられた。但し、孔安国による真作とは認められず、六朝の頃の偽作であるとされている。

### 近年の研究の動向
経学の義疏に関する研究は、中国のほか、『論語義疏』や『孝経述議』といった重要資料が日本で伝来した関係上、日本でも盛んであった。全書が存していた『論語義疏』の研究が先行していたが、『孝経述議』の研究も林秀一によって基礎が固められ、研究対象として重視されるようになった。特に、2000年代以降に入って日中両国での研究が盛んになり、2000年代～2010年代の成果として喬秀岩・古勝隆一・程蘇東・石立善らの研究が挙げられる（参考文献を参照）。

### 日本語文献
- 服部先生古稀祝賀記念論文集刊行會 編『記念論文集 : 服部先生古稀祝賀』冨山房、1936年4月。
- 林秀一『考経述議復原に關する研究』文求堂書店、1953年。 NCID BN05085174。
- 佐野大介「『古文孝経孔氏伝』偽作説について」『待兼山論叢. 哲学篇』第34巻、29-41頁、2000年。
- 喬秀岩『義疏學衰亡史論』白峰社〈東洋文化研究所紀要別冊〉、2001年。ISBN 4938859106。
- 古勝隆一『中国中古の学術』研文出版、2006年。ISBN 4-87636-262-9。
- 古勝隆一「劉炫の『孝經』聖治章講義」『中国思想史研究』第30巻、29-58頁、2009年。 NAID 40016815316。
- 石丸羽菜『中世日本人による『孝経』注釈書の研究』2019年。

### 中国語文献
- 喬秀岩『義疏學衰亡史論』萬卷樓圖書〈經學研究叢書・經學史研究叢刊, 009〉、2013年。ISBN 9789577398031。
- 程蘇東「京都大學所藏劉炫《孝經述議》殘卷考論」『中華文史論叢』2013年。ISSN 1002-0039。
- 石立善「隋劉炫《孝經述議》引書考」『中国経学』2016年。ISBN 9787549589593。
- 林秀一, 橋本秀美, 葉純芳 著、顧遷 編『孝經述議復原研究』崇文書局、2016年。ISBN 9787540341831。
- 喬秀岩; 葉純芳『學術史讀書記』生活・讀書・新知三聯書店、2019年。ISBN 9787108063427。